# Liste des ministres de l'Église réformée de Sancerre
Cet article présente une liste des ministres de l'Église réformée de la ville de Sancerre de 1573 jusqu'à 1911, rattachés au temple protestant de Sancerre
| Début      | Fin       | Identité                                                                          |
| ---------- | --------- | --------------------------------------------------------------------------------- |
| 1572       | 1573      | Jean de Léry                                                                      |
| 1573       | 1580      | François de Mare dit de Claireau                                                  |
| 1580       | 1598      | Garnier                                                                           |
| 1598       | 1617      | Adam Dorival                                                                      |
| 1617       | 1647      | Paul Alard (avant 1597-après 1647), d'origine rochelaise.                         |
| 1647       | 1667      | Jacques Gantois (mort le 24 mars 1692), fils d'Eusèbe Gantois, ministre de Sedan. |
| 1667       | 16        | Pierre Gantois (1644- )                                                           |
| 16         | 168       | Le Fèvre                                                                          |
| 1789       | 1791      | Lombard Lachaux                                                                   |
| 1791       | an7       | MM. Abraham-François Malfuson                                                     |
| an7        | an12      | Darnaud                                                                           |
| an12       | 18        | David Combes                                                                      |
| 1830       | 1830      | Jalaguier, Duvivier                                                               |
| 1846       | 1846      | Clavel                                                                            |
| avant 1901 | 11.9.1911 | (Jules-)Louis Nazelle                                                             |